# 临武君
临武君（?—?），战国末期楚国封君。
荀子与临武君在赵孝成王面前辩论用兵之道。临武君认为用兵的要旨在于上得天时，下得地利，观察敌人的变化动向，比敌人后发兵而先到达，是用兵的关键方略。荀子认为用兵攻战的根本，在于统一民心。后来，临武君与秦国作战屡屡战败。春申君还是打算派临武君为将，合纵攻秦。赵国使臣魏加认为临武君是惊弓之鸟，不能胜任抗秦的任务。钱穆的《先秦诸子系年考辨·一百五十七·庞煖剧辛考》中考证在《荀子·议兵篇》中同荀子在赵孝成王面前讨论兵法的临武君即为庞煖。